# Tell el Fakhariya
Tell el Fakhariya, Tell Fekheriye (en árabe: تل الفخيرية‎) (a menudo deletreado como Tell el-Fakhariya o Tell Fecheriye, entre otras variantes) es un antiguo yacimiento en la cuenca del río Jabur, en la gobernación de Hasaka, en el norte de Siria. Se identifica con seguridad como el emplazamiento de Sikkan, atestiguado desde el año 2000 a. C. Mientras estuvo bajo un gobernador asirio, hacia el año 1000 a. C., se llamaba Sikani. Sikkani formaba parte del reino arameo de Bit Bahiani a principios del primer milenio a. C. En la zona se pueden encontrar varios montículos, llamados tells, en las proximidades: Tell el Fakhariya, Ra's al-'Ayn y Tell Halaf, emplazamiento de la ciudad aramea y neoasiria de Guzana. Durante la excavación se descubrió la inscripción bilingüe Hadad-Yith'i, que proporciona la fuente de información sobre Hadad-yith'i.
A principios del siglo XX se sugirió que Tell el Fakhariya era el emplazamiento de Waššukanni, la capital de Mitanni, pero esta afirmación no se ha confirmado. Muchos estudiosos se opusieron a esta teoría, entre ellos Michael Roaf, Peter Akkermans, David Oates, Joan Oates y Edward Lipiński. Sin embargo, esta identificación recibió un nuevo apoyo por parte de Stefano de De Martino

## Historia
El emplazamiento de Tell el Fakhariya fue ocupado ya en el periodo acadio. Las escasas excavaciones realizadas hasta ahora han mostrado una evolución sustancial en los periodos asirio medio, mitannio y neoasirio.

### Propuesta de asociación con Washukanni
Dietrich Opitz identificó la ciudad neoasiria Sikan, situada en la cercana Ra's al-'Ayn, como la capital de Mitanni, Washukanni. El nombre Sikan se consideró entonces una versión asiria de su original hurrita o indoaria, convirtiéndose en (Wa-)Sikan(-ni). Las excavaciones realizadas en este u otros lugares no han aportado ninguna prueba epigráfica, glífica o arqueológica que respalde esta identificación, por lo que esta se basa en un criterio puramente etimológico. La etimología es cuestionada por Edward Lipiński, quien señala que Sikan es un nombre semítico (que significa estela) ya atestiguado para el sitio alrededor del año 2000 a. C. Una tablilla de arcilla enviada desde Washukanni a Egipto fue analizada químicamente y comparada con muestras de Sikan; el resultado fue “no coincidente”.

## Arqueología
El yacimiento tiene una superficie de unas 90 hectáreas, 12 de las cuales son un montículo alto. Tell el Fakhariya llamó la atención de Max von Oppenheim a principios del siglo XX. En 1929, durante sus excavaciones en Tell Halaf, envió a Felix Langenegger y Hans Lehmann al yacimiento para que realizaran un estudio de campo, que dio como resultado la elaboración de un mapa de contornos. En 1940, un equipo del Instituto Oriental de Chicago y del Museo de Bellas Artes de Boston, dirigido por Calvin W. McEwan, y del que formaba parte Harold D. Hill, trabajó durante un breve periodo en el lugar, realizó varios sondeos, elaboró un mapa de contorno del yacimiento y recogió diversas cerámicas y objetos epigráficos. Estos últimos incluían doce tablillas y algunos fragmentos. Una de las tablillas asirias medias, de hacia el siglo XIII a. C., indicaba que el nombre de la ciudad era Dunnu en aquella época. Las zonas exploradas eran principalmente Asiria media y neoasiria.
En 1955, Anton Moortgat realizó dos sondeos en Tell el Fakhariya, datados en el periodo del imperio Mitanni. En 2001 se realizó una breve excavación por parte de la Universidad Martín Lutero de Halle-Wittenberg y la Dirección General de Antigüedades y Museos de Siria. Tras un estudio realizado en 2005, un equipo de la Universidad Libre de Berlín y SAHI - Instituto Arqueológico e Histórico Eslovaco y la Dirección General de Antigüedades y Museos de Siria reanudaron los trabajos en Tell el Fakhariya durante un mes en 2006. Las excavaciones continuaron en 2007 durante un periodo de 8 semanas En la temporada de 2009, se recuperaron 11 tablillas cuneiformes asirias medias de una capa del periodo post-mitannio del yacimiento.
En 2010, se encontraron 40 textos y fragmentos de texto en el mismo contexto. La traducción preliminar muestra que son de naturaleza administrativa. Los epónimos relacionan algunos de ellos con los reinados del siglo XIII a. C. de los gobernantes asirios medios Salmanasar I y Tukulti-Ninurta I. También se han encontrado varios sellos relacionados y algunos otros sellos.